# Consell Insular d'Eivissa i Formentera

Escut del Consell Insular d'Eivissa i Formentera.

El Consell Insular d'Eivissa i Formentera fou una institució d'autogovern en l'àmbit de les Pitiüses. Va ser creat l'any 1978 arran de l'aprovació del règim de Consells Insulars i instituït oficialment segons el que acordava l'Estatut d'Autonomia de les Illes Balears de 1983. Estava regulat per la Llei de Consells Insulars.
La institució exercí, segons les competències, un poder normatiu (Ple del Consell) i executiu. El ple estigué compost per 13 consellers la composició del qual vingué establerta pel nombre de diputats que obtenia cada formació política en la circumscripció d'Eivissa a les eleccions al Parlament de les Illes Balears. Aquest ple s'encarregava d'aprovar les tasques i triar el president de la institució
El darrer president del Consell fou Pere Palau entre els anys 2003 i 2007.
Amb motiu de l'aprovació de l'Estatut d'Autonomia de 2007, aquesta institució cessà les seves funcions a partir de la legislatura 2007-2011 assumint-les, en el seu àmbit, dos consells insulars independents: el Consell Insular d'Eivissa i el Consell Insular de Formentera.

## Llista de presidents
| No. | Nom                | Inici       | Fi          | Partit             |
| --- | ------------------ | ----------- | ----------- | ------------------ |
| 1.  | Cosme Vidal Juan   | 19/IV/1979  | 27/VII/1987 | ICIF i PPIB        |
| 2.  | Antoni Marí Calbet | 27/VII/1987 | 31/VII/1999 | PPIB               |
| 3.  | Pilar Costa Serra  | 31/VII/1999 | 04/VII/2003 | Pacte Progressista |
| 4.  | Pere Palau Torres  | 04/VII/2003 | 09/VII/2007 | PPIB               |

Per veure presidents del consell Insular d'Eivissa:
vegeu: Consell Insular d'Eivissa
Per veure presidents del Consell Insular de Formentera:
vegeu: Consell Insular de Formentera